# ...etc.
...etc. es el noveno álbum de estudio de la banda argentina de blues rock, Memphis La Blusera y el último con Adrián Otero como vocalista, publicado por Soy Rock en el 2005.

## Lista de canciones
| N.º   | Título                       | Escritor(es)      | Duración |  |
| 1.    | «En la oscuridad»            | Otero - Beiserman | 4:32     |  |
| 2.    | «El regreso de la bifurcada» | Otero - Beiserman | 3:17     |  |
| 3.    | «El gato está por llegar»    | Otero - Beiserman | 4:40     |  |
| 4.    | «Coraje»                     | Otero - Beiserman | 6:01     |  |
| 5.    | «Loca linda»                 | Otero - Beiserman | 3:25     |  |
| 6.    | «Etcétera»                   | Otero - Beiserman | 4:06     |  |
| 7.    | «Arrepentido»                | Otero - Beiserman | 3:53     |  |
| 8.    | «El viento va»               | Otero - Beiserman | 3:20     |  |
| 9.    | «Es vivir»                   | Otero - Beiserman | 4:01     |  |
| 10.   | «Juan Barletta»              | Otero - Beiserman | 3:50     |  |
| 11.   | «Corazón»                    | Otero - Beiserman | 2:50     |  |
| 44:21 |                              |                   |          |  |

## Integrantes
- Adrián Otero - Voz
- Daniel Beiserman - Bajo
- Emilio Villanueva - Saxo
- Alberto García - Guitarra
- Fabián Prado -  Órgano y piano
- Lucas Sedler - Guitarra
- German Wiedemer - Sintetizadores, órgano y piano
- Marcelo Mira - Batería[3]